# Нову-Амбургу (футбольный клуб)
«Но́ву-Амбу́ргу» (порт. Esporte Clube Novo Hamburgo) — бразильский футбольный клуб из одноимённого города, из штата Риу-Гранди-ду-Сул.

## История
Клуб основан 1 мая 1911 года группой сотрудников обувной фабрики; в самом начале непродолжительный период назывался «Адамс» (порт. Adams Futebol Clube). С 1942 по 1966 год выступал под названием «Флориано» (Esporte Clube Floriano) — название пришлось сменить из-за настороженного отношения властей к словам немецкого происхождения.
В 1984 году клуб единственный раз в своей истории играл в Серии B Бразилии, где выбыл после первого раунда. В 2005 году «Нову-Амбургу» играл в Серии C и занял 4-е место. Клуб так же известен тем, что в 1969 году за него один матч сыграл великий Гарринча.
В 1996 и 2000 годах «Нову-Амбургу» побеждал во втором дивизионе чемпионате штата Риу-Гранди-ду-Сул. В 2017 году «Нову-Амбургу» впервые в своей истории стал чемпионом штата Риу-Гранди-ду-Сул, прервав 16-летнюю гегемонию «Интернасьонала» и «Гремио».
Домашние матчи проводит на стадионе «Ду Вале», вмещающем 13 тысяч зрителей.

## Достижения
- Чемпион штата Риу-Гранди-ду-Сул (1): 2017
- Вице-чемпион Лиги Гаушу (5): 1942, 1947, 1949, 1950, 1952
- Чемпион второго дивизиона Лиги Гаушу (2): 1996, 2000
- Обладатель Кубка Федерации футбола Гаушу (2): 2005, 2013